# آرامستان ارامنه شمال قلعه ممکا
گورستان ارامنه شمال قلعه ممکا مربوط به دوره قاجار است و در شهرستان کیار، بخش مرکزی، روستای قلعه ممکا واقع شده و این اثر در تاریخ ۸ مرداد ۱۳۸۱ با شمارهٔ ثبت ۵۹۹۸ به‌عنوان یکی از آثار ملی ایران به ثبت رسیده است.